# Anton Elizarov
Anton Olegovič Elizarov, noto anche con lo pseudonimo di Lotos (in russo Антон Олегович Елизаров?; Rostov, 1º maggio 1981), è un mercenario e criminale di guerra russo.
Era uno dei maggiori comandanti del Gruppo Wagner; insignito delle medaglie di Eroe della Federazione Russa, Eroe della Repubblica Popolare di Doneck ed Eroe della Repubblica Popolare di Lugansk.

## Biografia

### Carriera nelle truppe aviotrasportate
Anton Olegovich Elizarov nacque il 1º maggio 1981 nell'oblast di Rostov, URSS.
Nel 1998 si diplomò alla Scuola militare "Suvorov". Dal 2003 servì come comandante di un plotone di fanteria aeromobile nella 7ª Divisione d'assalto aereo.

### Comandante mercenario
Nel 2014 fu radiato dalle truppe aviotrasportate dopo il verdetto del tribunale per un crimine contro la proprietà privata. Ha ricevuto una sospensione condizionale della pena di tre anni e ha dovuto pagare una multa di centomila rubli.
Dopo esser stato espulso dalle truppe aviotrasportate entrò a far parte del Gruppo Wagner. Come mercenario prese parte all'intervento russo nella guerra civile siriana. Dal 2016 al 2019 fu istruttore per mercenari nella Repubblica Centrafricana. Nel 2021 guidò una divisione di truppe d’assalto in Libia. 
Prese sin da subito alle fasi iniziali dell'invasione russa dell'Ucraina. Elizarov guidò l'attacco alla città di Soledar e, secondo varie fonti, ebbe un ruolo di punta nel comando delle forze Wagner durante la battaglia di Bachmut. Con decreto di Vladimir Putin nel 2022, gli fu conferito il titolo di Eroe della Federazione Russa "per il coraggio e l'eroismo" dimostrato in Ucraina.
Dal 25 febbraio 2023 Elizarov è soggetto a sanzioni da parte di tutti i paesi dell'Unione Europea.
Dopo la morte di Evgenij Prigožin nel disastro dell'Embraer Legacy 600 del Gruppo Wagner, sorsero voci secondo cui Anton Elizarov gli sarebbe subentrato nel ruolo di comandante del Gruppo Wagner.  Il 26 agosto 2023 il Gruppo Wagner smentì ufficialmente la nomina di Elizarov. Il canale Telegram ufficiale del gruppo dichiarò che sebbene Elizarov gestissse i ruoli di combattimento e addestramento della compagnia, non era nominato alla carica di capo. Tuttavia la posizione da lui ricoperta era la più alta dell'organizzazione.
Nel luglio 2024 sono circolate notizie sulla morte di Elizarov in scontri vicino alla cittadina di Tinzawatène, sul confine tra Mali e Algeria, dove "dozzine" di militanti Wagner sarebbero stati uccisi dai ribelli di Azawad. Queste voci non sono state confermate ufficialmente da fonti attendibili.

## Vita privata
Anton Elizarov è sposato ed ha una figlia.